# Barley Sheaf Inn
Das Barley Sheaf Inn ist eine historisch bedeutsame Gaststätte im East Norriton Township, Pennsylvania.
Das Barley Sheaf Inn wurde ab 1737 von Robert Shannon auf einem Grundstück von 200 Acre erbaut, das er von Isaac Norris erworben hatte. Nach Gründung des Montgomery County im Jahr 1784 tagte in Ermangelung eines offiziellen Gebäudes das Gericht des County im damaligen Barley Sheaf Hotel, welches vom Enkel Robert Shannons betrieben wurde. Dieser Zustand dauerte bis 1787 an, als in Norristown ein neues Gerichtsgebäude entstand. Spätestens ab 1861 fungierte das Gebäude nicht mehr als Gaststätte, sondern als Wohnhaus. Gegenwärtig wird das Barley Sheaf Inn als ein Bürohaus genutzt.
Es wurde am 10. Dezember 1980 als Baudenkmal in das National Register of Historic Places aufgenommen.